# Пино, Жером
Жеро́м Пино́ (фр. Jérôme Pineau; род. 2 января 1980, Мон-Сент-Эльян) — французский шоссейный велогонщик, выступает на профессиональном уровне начиная с 2002 года. Победитель классических однодневных гонок «Париж — Бурж» и «Классика Альмерии», участник гранд-туров «Джиро д’Италия», «Тур де Франс» и «Вуэльта Испании», участник летних Олимпийских игр в Пекине, победитель и призёр многих стартов национального и международного значения.

## Биография
Жером Пино родился 2 января 1980 года в коммуне Мон-Сен-Эньян департамента Приморская Сена. 
Карьеру профессионального велогонщика начал в 2002 году, когда присоединился к французской профессиональной команде Bonjour (впоследствии переименованной в Bouygues Telecom). Тогда же одержал первую значимую победу на взрослом международном уровне — выиграл многодневную гонку «Тур Нормандии». В этом сезоне, помимо всего прочего, впервые поучаствовал в гранд-туре «Тур де Франс» и в будущем не пропустил ни одной такой гонки. Наиболее удачно выступил на «Тур де Франс 2004», заняв двадцать седьмое место в генеральной классификации, а также на «Тур де Франс 2006» и «Тур де Франс 2010», когда в течение нескольких этапов владел майкой горного короля.
В 2003 году Пино одержал победу в гонке «Полинорманд» и в генеральной классификации «Тур де Эна». Год спустя был лучшим в классике «Париж — Бурж» и «Классика Альмерии», кроме того, снова стал победителем итогового зачёта «Тур де Эна». Ещё через год наиболее значимый результат показал на классической однодневной гонке «Амстел Голд Рейс», финишировав девятым. В 2006 году отметился шестым местом на Trophée des Grimpeurs и седьмым на Cholet-Pays de Loire, единственный раз за всю карьеру побывал на «Вуэльте Испании» — сумел дойти только до одиннадцатого этапа, после чего снялся с соревнований. В 2007 году из наиболее примечательных выступлений — попадание в десятку сильнейших на монументальной однодневной гонке «Льеж — Бастонь — Льеж». Благодаря череде удачных выступлений удостоился права защищать честь страны на летних Олимпийских играх 2008 года в Пекине, где показал в мужской групповой гонке тринадцатый результат.
Начиная с 2009 года Пино представлял бельгийскую профессиональную команду Quick Step (также известную как Omega Pharma-Quick Step). В дебютном сезоне в новом коллективе был вторым на полуклассической однодневке «Брабантсе Пейл» в Бельгии. С этого времени помимо «Тур де Франс» стал активно участвовать в гранд-туре «Джиро д’Италия», в том числе выиграл пятый этап на «Джиро д’Италия 2010». В 2011 году занял девятое место на «Брабантсе Пейл» и одержал победу в гонке Гран-при Ефа Схеренса. В следующем сезоне занял седьмое место в генеральной классификации многодневной гонки «Четыре дня Дюнкерка».
В 2014 году Жером Пино перешёл в новосозданную швейцарскую команду мирового тура IAM Cycling, за которую выступал два сезона. С ней он занял пятое место на «Гран-при Лугано» и девятое на «Тур дю От-Вар». В 2015 году в четвёртый раз принимал участие в гранд-туре «Джиро д’Италия», но не смог проехать гонку до конца, остановившись на восемнадцатом этапе. По окончании сезона завершил карьеру.
В 2018 году основал велокоманду Vital Concept.